# Parmeliaceae
Parmeliaceae es una familia de líquenes (o, más concretamente, una familia de hongos, uno de los simbiontes constituye el liquen) perteneciente al orden Lecanorales. 
Parmeliaceae es el grupo más numeroso de su orden poseyendo unos 87 géneros y más de 2300 especies. Estas cifras son continuamente modificadas por nuevas descripciones y análisis moleculares. Estudios recientes consideran que una de las características utilizadas para la adhesión de un liquen en esta familia, la presencia de ácido úsnico y atranorina en el córtex, no es resultado de la filiación y que aparece en grupos muy distantes filogenéticamente.
El talo de estas especies es tetraestratificado con un córtex superior formado por pseudoparénquima de hifas fúngicas y un córtex inferior similar pero con estructuras de unión al sustrato del tipo rizomas. Sobre el córtex inferior se encuentra la médula formadas por hifas del hongo levemente empaquetadas y sobre ella la capa algal formada por un alga unicelular esferoidal, generalmente Trebouxia. 

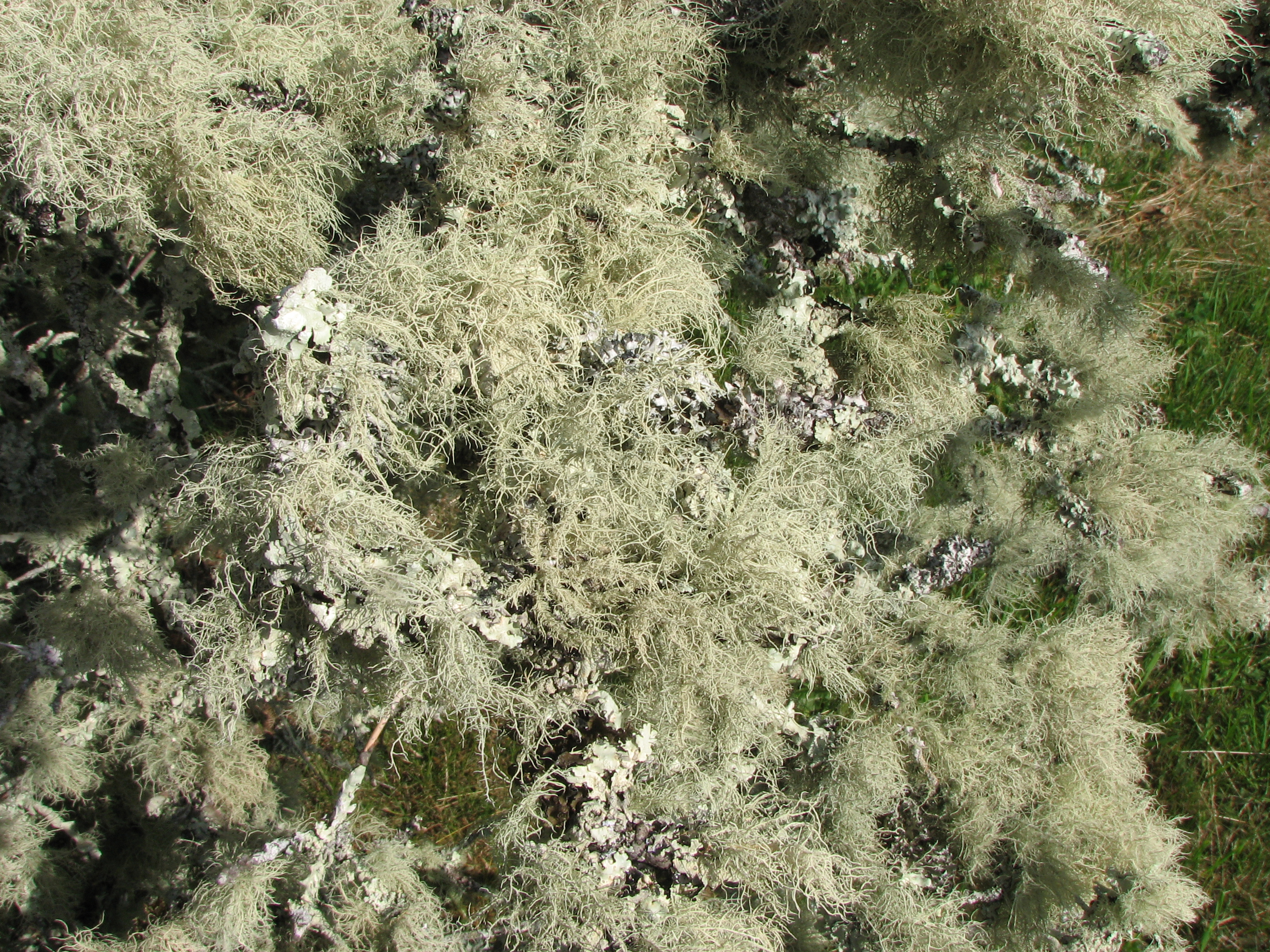
Usnea.

Los representantes de esta familia se reproducen asexualmente mediante isidios, soredios y propágulos. Respecto a la reproducción por esporas se presentan picnidios, que en este grupo son de morfología baciliformes, bifusiformes o filiformes,  y apotecios. Los apotecios son sencillos, con parafisos en su interior y ascas hialinas con una estructura cupular en su extremo productoras de 8 ascosporas.

## Géneros
- Ahtiana Goward
- Almbornia Essl.
- Alectoria Ach.
- Allantoparmelia (Vain.) Essl.
- Allocetraria Kurok. & M.Y.Lai
- Anzia Stizenb.
- Arctocetraria Kärnefelt & Thell
- Arctoparmelia Hale
- Asahinea W.L.Culb. & C.F.Culb.
- Brodoa Goward
- Bryocaulon Kärnefelt
- Bryoria Brodo & D.Hawksw.
- Bulborrhizina Kurok.
- Bulbothrix Hale
- Canoparmelia Elix & Hale
- Cavernularia Degel.
- Cetraria Ach.
- Cetrariastrum Sipman
- Cetrariella Kärnefelt & Thell
- Cetrariopsis Kurok.
- Cetrelia W.L.Culb. & C.F.Culb.
- Coelopogon Brusse & Kärnefelt
- Cornicularia (Schreb.) Ach.
- Coronoplectrum Brusse
- Dactylina Nyl.
- Davidgallowaya Aptroot
- Esslingeriana Hale & M.J.Lai
- Evernia Ach.
- Everniastrum Hale ex Sipman
- Everniopsis Nyl.
- Flavocetraria Kärnefelt & Thell
- Flavoparmelia Hale
- Flavopunctelia Hale
- Himantormia I.M.Lamb
- Hypogymnia (Nyl.) Nyl.
- Hypotrachyna (Vain.) Hale
- Imshaugia F.C.Mey.
- Kaernefeltia Thell & Goward
- Karoowia Hale
- Letharia (Th.Fr.) Zahlbr.
- Lethariella (Motyka) Krog
- Masonhalea Kärnefelt
- Melanelia Essl.
- Melanelixia O.Blanco, A.Crespo, Divakar, Essl., D.Hawksw. & Lumbsch
- Melanohalea O.Blanco, A.Crespo, Divakar, Essl., D.Hawksw. & Lumbsch
- Menegazzia A.Massal.
- Myelochroa (Asahina) Elix & Hale
- Namakwa Hale
- Neopsoromopsis Gyeln.
- Nephromopsis Müll.Arg.
- Nesolechia A.Massal.
- Nodobryoria Common & Brodo
- Omphalodiella Henssen
- Omphalodium Meyen & Flot.
- Omphalora T.H.Nash & Hafellner
- Oropogon Th.Fr.
- Pannoparmelia (Müll.Arg.) Darb.
- Parmelaria D.D.Awasthi
- Parmelia Ach.
- Parmelina Hale
- Parmelinella Elix & Hale
- Parmelinopsis Elix & Hale
- Parmeliopsis (Nyl.) Nyl.
- Parmotrema A. Massal.
- Parmotremopsis Elix & Hale
- Phacopsis Tul.
- Placoparmelia Henssen
- Platismatia W.L.Culb. & C.F.Culb.
- Pleurosticta Petr.
- Protoparmelia M.Choisy
- Protousnea (Motyka) Krog
- Pseudephebe M.Choisy
- Pseudevernia Zopf
- Pseudoparmelia Lynge
- Psiloparmelia Hale
- Psoromella Gyeln.
- Punctelia Krog
- Relicina (Hale & Kurok.) Hale
- Relicinopsis Elix & Verdon
- Sulcaria Bystr.
- Tuckermanella Essl.
- Tuckermannopsis Gyeln.
- Usnea Dill. ex Adans.
- Usnocetraria M.J.Lai & J.C.Wei
- Vulpicida Mattson & M.J.Lai
- Xanthomaculina Hale
- Xanthoparmelia (Vain.) Hale